# Vernuelh d'Aissa
Vernuèlh (en francès Verneuil-sur-Vienne) és un municipi francès situat al departament de l'Alta Viena i a la regió de la Nova Aquitània.

## Demografia
| 1962                                       | 1968  | 1975  | 1982  | 1990  | 1999  | 2006  | 2007  | 2008  |
| ------------------------------------------ | ----- | ----- | ----- | ----- | ----- | ----- | ----- | ----- |
| 1.510                                      | 1.529 | 1.749 | 2.362 | 2.968 | 3.188 | 3.718 | 3.864 | 4.037 |
| Des de 1962: població sense dobles comptes |       |       |       |       |       |       |       |       |

## Administració
| Període | Identitat         | Partit |
| ------- | ----------------- | ------ |
| 2001-   | Gilbert Pétiniaud | PS     |